# AM96 SNCB
Série 04
Les automotrices de la série 04 de la SNCB, plus souvent appelées AM 96 (et parfois DMT) sont des automotrices triples moteurs à courant alternatif triphasé. Elles existent en deux versions : des monotensions (3 000 volts continu) et des bi-tensions (3 000 volts continu et 25 000 volts alternatif) ; une partie des premières sont équipées du Memor II+ et les bi-tensions sont équipées du KVB (pour circuler jusqu'à Lille-Flandres et Luxembourg).

## Historique
Ces automotrices ont été commandées à Bombardier en même temps que les voitures I11, d'où des intérieurs et un aspect extérieur proches. Alors que les voitures I11 étaient prévues pour les trains Ostende-Cologne circulant à 200 km/h, les AM96 étaient conçues pour prendre le relais de rames tractées et d'automotrices plus anciennes sur les trains rapides de service intérieur ainsi que sur des trains internationaux vers Lille et le Luxembourg.
Elles ont été mises au point avec un système de couplage où la cabine de conduite peut pivoter pour laisser le passage aux voyageurs. Ce système a d’abord été créé sur les autorails danois DSB IC3 (en), ce qui explique l'appellation nez danois par laquelle il arrive qu'on les désigne. D'autres appellations plus imagées sont nez plat ou lunette de WC, en raison de la forme de la face avant.
120 rames AM96 ont été commandées et livrées à partir de 1996.
Après avoir été mises en priorité sur les trains IC les plus importants de Belgique, les AM96 ont subi leur première concurrence lors de la livraison des voitures M6 à deux étages, bien que ces dernières ont d'abord concurrencé des matériels plus anciens. Encore utilisées sur de nombreuses relations radiales et transversales (notamment sur le sillon Sambre-et-Meuse), les AM96 ont néanmoins cédé la place sur certains services.
- La conversion en 25kv 50Hz et à l'ETCS de la ligne de Luxembourg à Sterpenich en septembre 2018 a mis fin à la carrière des AM96 des IC 16-34 transfrontaliers et leur remplacement par des rames de M6 ou de voitures I6, I10 et I11 tractées par des locomotives série 13. Certains IC 16-34 sont limités à Arlon et restent assurés en AM96
- des automotrices AM96 sont utilisées depuis 2011 sur les trains à arrêts fréquents IC 29 (autrefois désignés IR i) entre Gand et Landen
- après la mise en service annoncée des voitures M7, la SNCB envisage d'en utiliser sur des trains vers Lille-Flandres en remplacement des AM96.

## Caractéristiques

### Aspects techniques

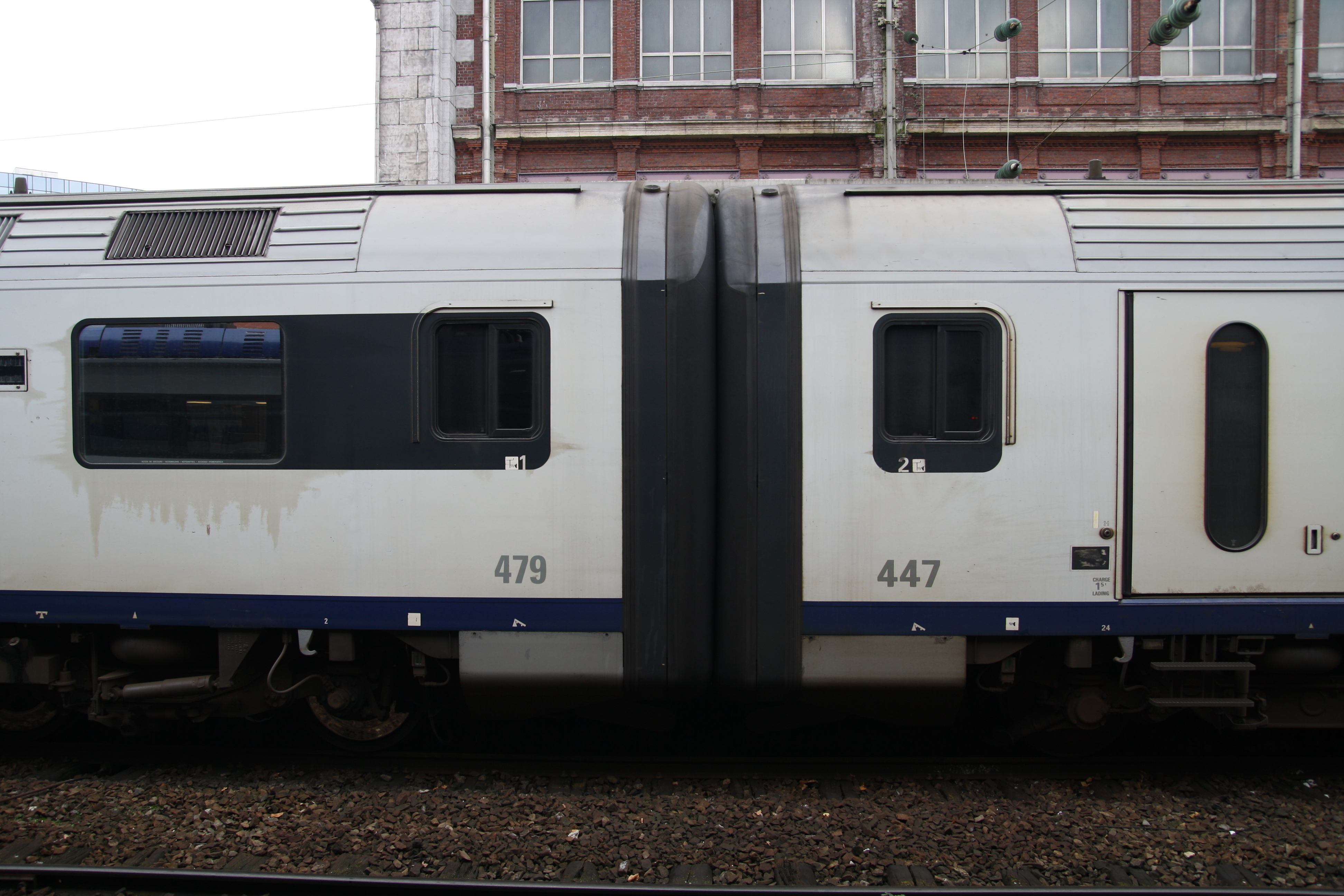
Deux rames AM96 couplées,
en gare de Lille-Flandres.

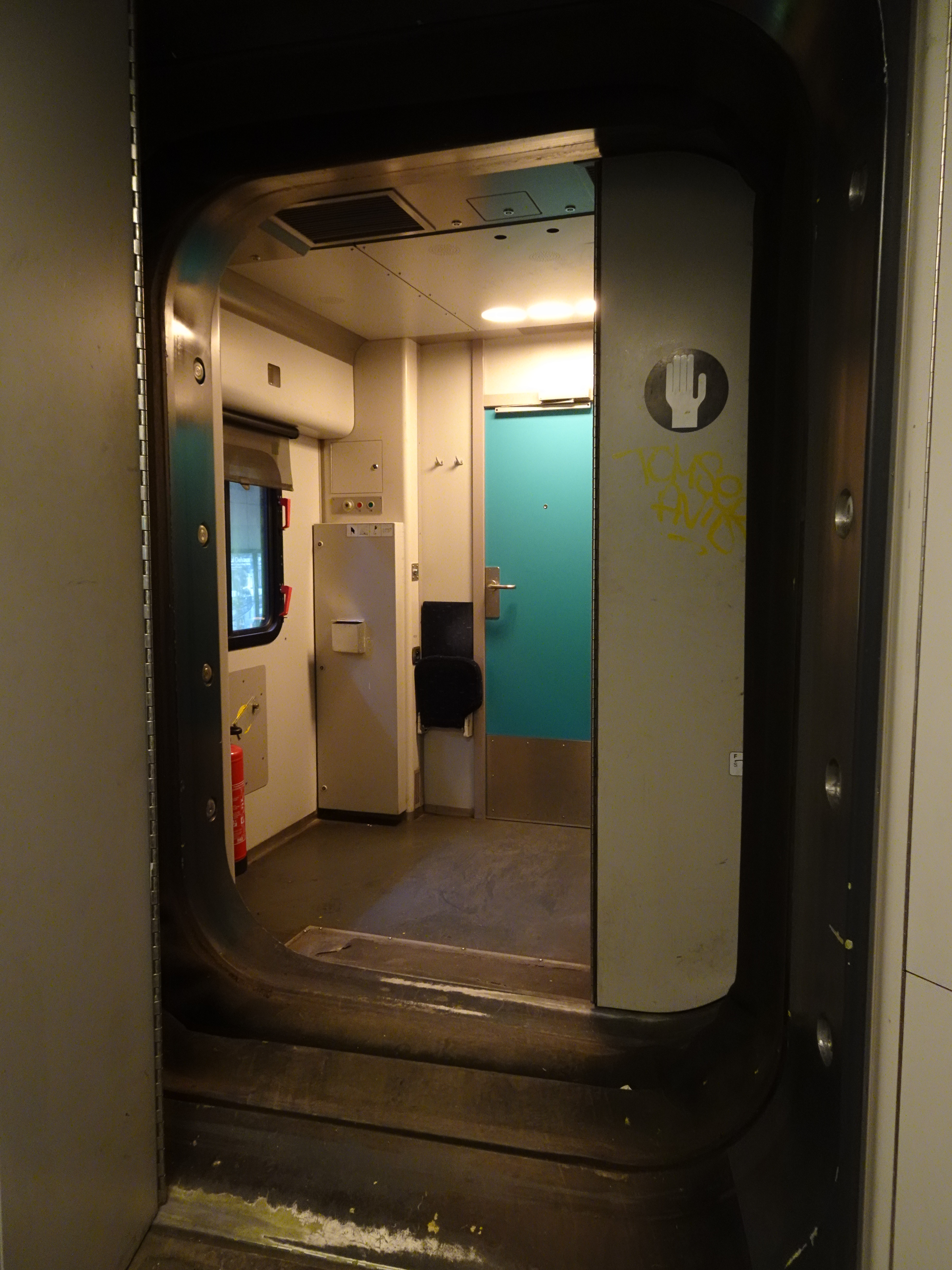
Couloir entre deux AM96.

Les AM96 sont capables de rouler à 160 km/h et offrent 168 places assises de seconde et 45 de première réparties sur trois éléments.
Elles sont équipées de moteurs asynchrones alimentés par onduleurs ; la gestion du fonctionnement de l’automotrice est assurée par informatique. Elles sont sorties d'usine équipées du système de signalisation sol-train TBL2.
Le système de freinage est pourvu d'un dispositif anti-enrayage et plusieurs des bogies possèdent des patins de frein électromagnétique utilisés pour un freinage d'urgence rapide
Elles sont munies d’attelages automatiques GF, et permettent l'intercirculation par une porte frontale.
Les boudins pneumatiques qui l'entourent sont alimentés à des pressions différentes suivant qu'ils se situent en tête, en queue, à l'intérieur du convoi, ou que le matériel est mis à plat. En tête, une bulle d’air se crée, ce qui assure un bon aérodynamisme.

### Couplage de deux AM96
Lors du couplage, il faut préalablement dégonfler le boudin de l'automotrice qui doit être couplée ; ensuite, après avoir couplé les engins, le poste de conduite entier pivote (pare-brise, tableau de bord, siège), pour libérer l'espace et former un couloir entre les deux automotrices. On déploie alors un paravent par devant le poste de conduite ainsi replié, pour le cacher. Les boudins, quant à eux, comblent l'intervalle entre les automotrices. Ce système provient des autorails danois IC3.

### Aménagement
Les sièges, aménagements et revêtements sont en tous points identiques à ceux des voitures I11 de même que les portes et les fenêtres. Au sein d'une même rame, l'intercirculation se fait au moyen de passages rigides sans portes. Le niveau sonore est faible et tous les espaces sont climatisés.

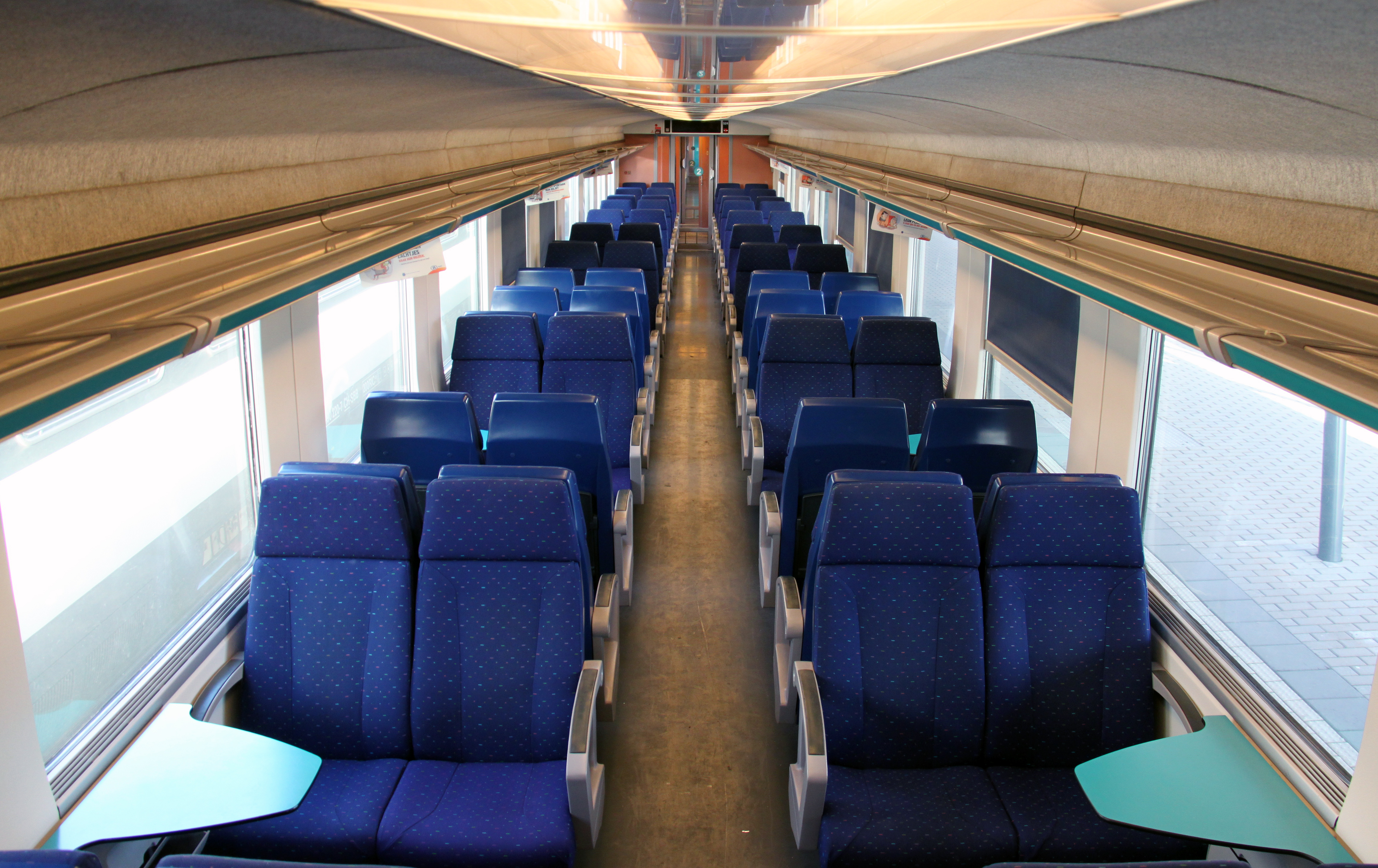
Deuxième classe.
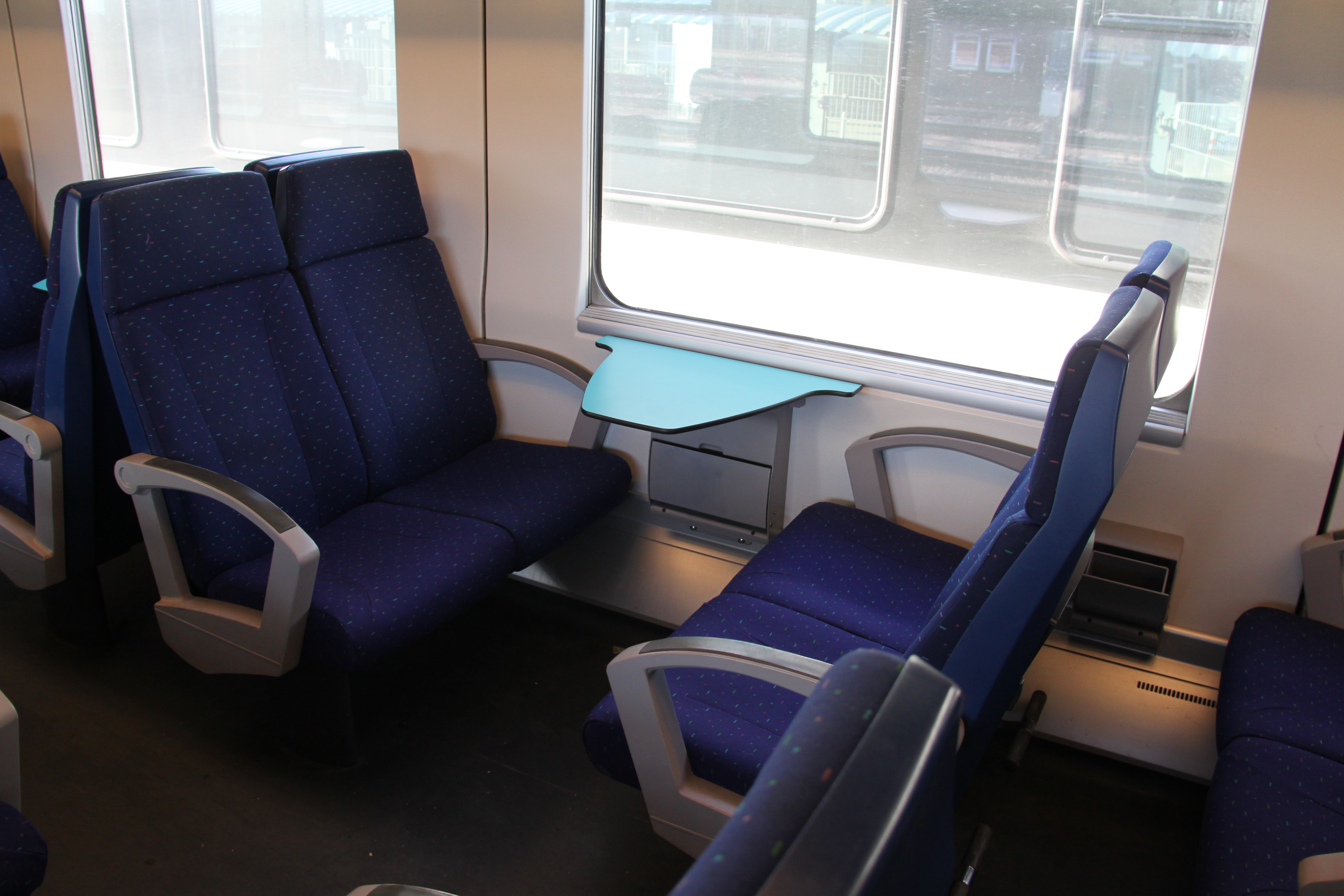
Deuxième classe.
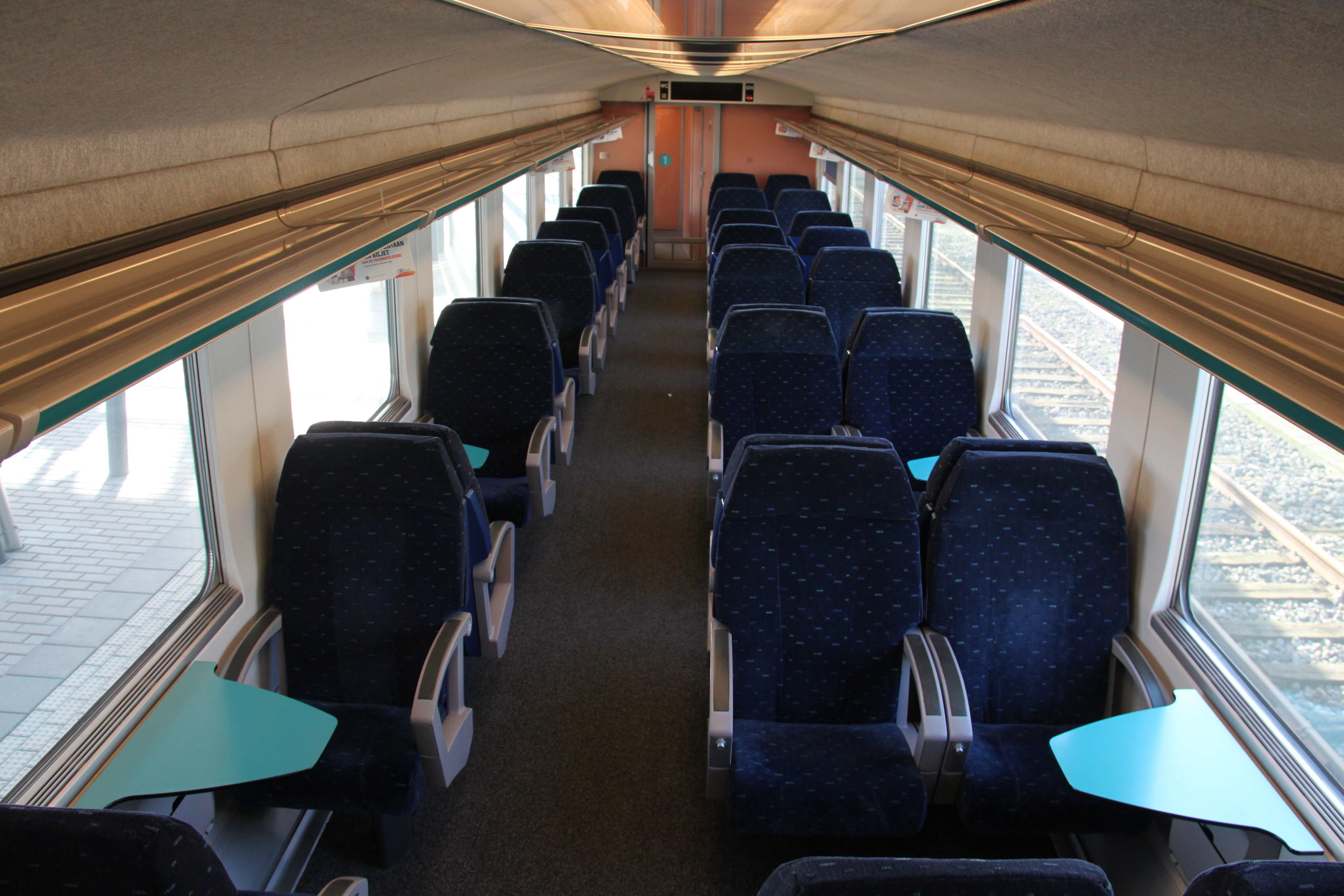
Premiere classe.
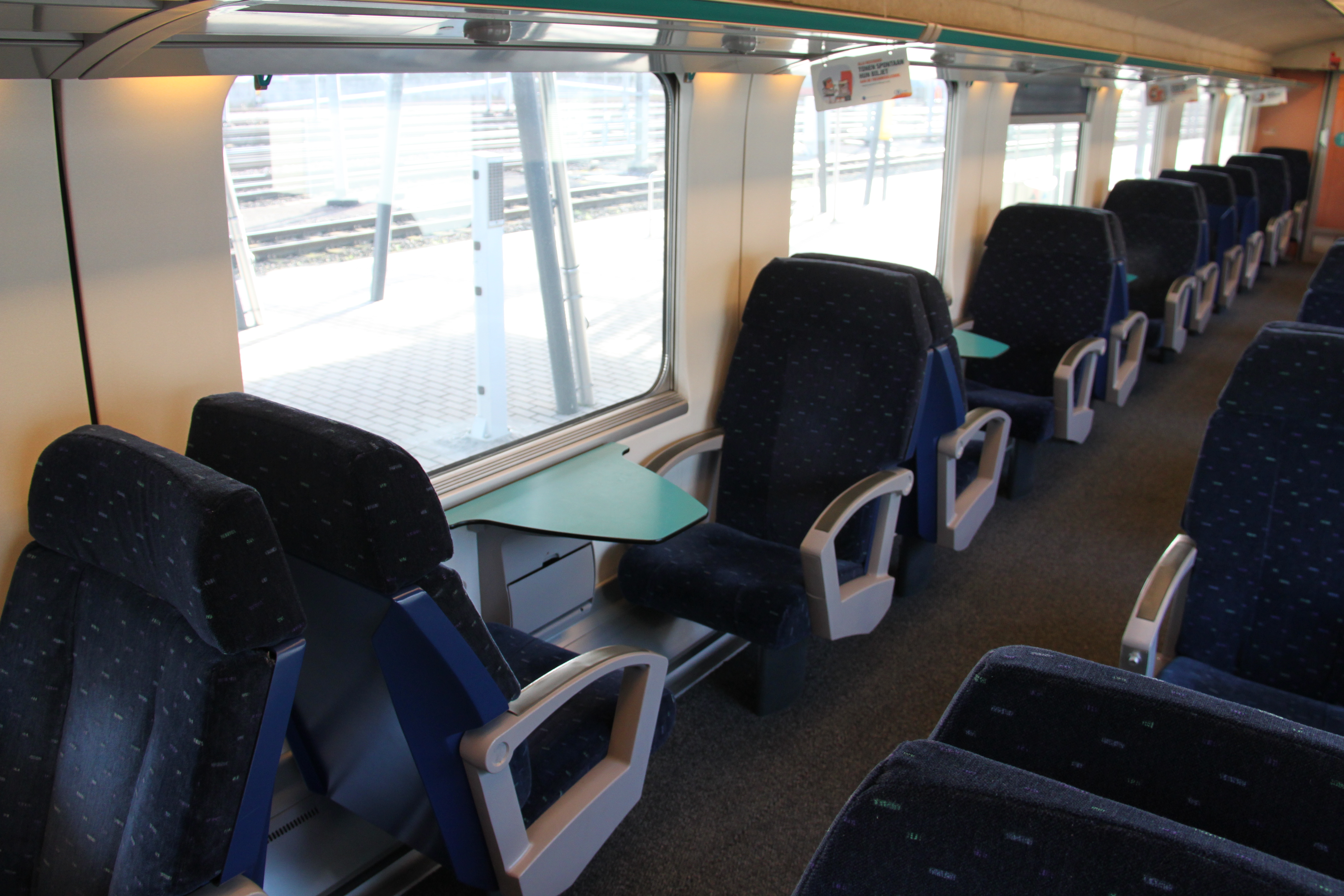
Première classe.

Tout comme les voitures I11, les AM96 disposent d'un aménagement très moderne lors de leur construction et inspiré des TGV et Eurostar. Les salles à couloir central (de disposition 2+2 en seconde classe et 2+1 en première) proposent 40 % de places en vis-à-vis avec tablette et accoudoir fixe, le reste étant constitué de sièges en disposition 'coach' avec tablettes rabattables et repose-pieds. Chaque voiture est équipée d'une seule toilette (en circuit fermé) et d’une paire de prises de courant aux extrémités de la salle. Les voitures de première classe étaient équipées d’une cabine téléphonique (entretemps démontée) et possèdent une large toilette adaptée aux personnes handicapées identique à celle des voitures-pilotes I11. Toutes les voitures sont équipées de l'affichage électronique et un service de chariots-repas était prévu à la base.
Ces rames n'ont pas encore subi de modernisation mais leur aménagement intérieur, très moderne, soutient parfaitement la comparaison avec le matériel plus récent (si ce n'est la rareté des prises électriques). Seuls bémols : l'intercirculation innovante de ces rames est mal signalée aux voyageurs et le ratio élevé de places de première classe (une voiture entière sur trois) est préjudiciable sur certains trajets.

## Trajets
Les AM96 effectuent ou effectuaient les dessertes suivantes :
- IC 3     Genk - Hasselt - Louvain - Bruxelles - Gand - Bruges - Knokke / Blankenberge

- IC 4     Anvers - Gand - Courtrai - Poperinge/Lille-Flandres (Fr)

- IC 6     Tournai - Ath - Hal - Bruxelles - Diegem - Brussels-Airport-Zaventem

- IC 6A    Brussels-Airport-Zaventem - Bruxelles - Braine-Le-Comte - Mons

- IC 16-34 Bruxelles - Namur - Arlon - Luxembourg (Lu)[5]

- IC 19    Namur - Mons - Tournai - Mouscron/ Lille-Flandres (FR)

- IC 23    O(o)stende - Brug(g)e - Courtrai(kortjik)- Zottegem - Bruxelles - Bruxelles National

- IC 25    Liège-Saint-Lambert - Namur- Charleroi-Sud - Mons

- IC 28    Anvers - Saint-Nicolas
- IC 29    Gand - Wetteren - Alost - Bruxelles - Brussels-Airport-Zaventem - Louvain - Landen

### Desserte actuelle
Les trains AM96 assurent notamment les relations suivantes :